# الحزام الأخضر الألماني

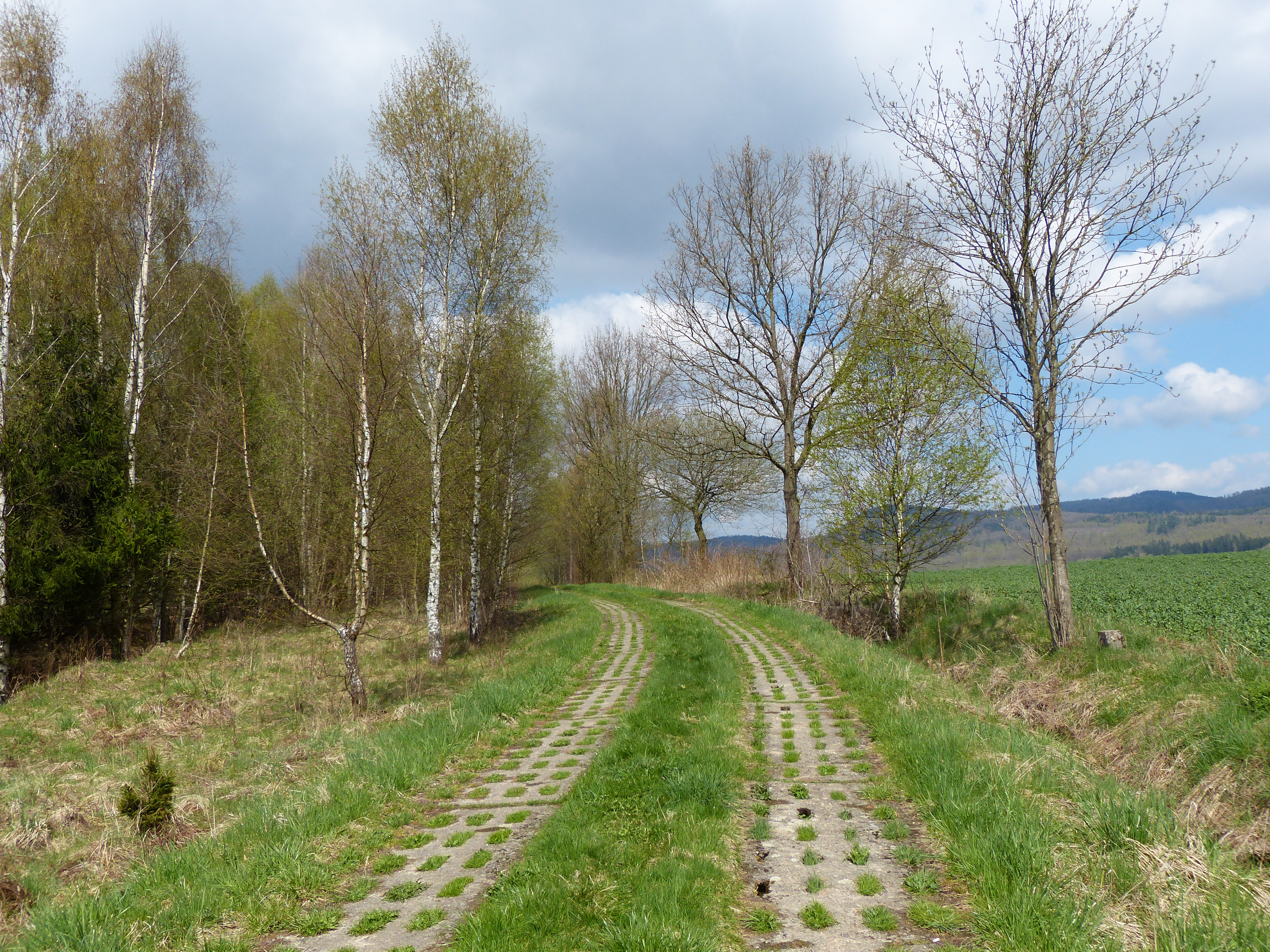
مسار هارتس الحدودي هو مسار للمشي لمسافات طويلة على طول الحدود الداخلية الألمانية السابقة.

الحزام الأخضر الألماني هو مشروع لشركة بوند ناتشرشوتز (بوند) وهي واحدة من أكبر المجموعات البيئية في ألمانيا، بدأ المشروع في عام 1989 في مواجهة شبكة 870 ميلا (1,400كم) من الاسوار الحدودية الداخلية الألمانية وأبراج الحراسة التي كانت تفصل سابقا بين المانيا الشرقية والغربية، إنها واحدة من أكثر المحميات غير الطبيعية في العالم وتقع على طول " قطاع الموت " القديم مما يحول النصب التذكاري للقمع إلى رمز التجديد .
بعد فصل ألمانيا أصبح القطاع الحدودي منطقة يتعذر الوصول إليها، تمكنت الطبيعة من التطور في بيئة غير مضطربة تقريبا خلال هذه الفترة، ينطبق هذا أيضًا على مساحات شاسعة من الأراضي المجاورة لأنها كانت مقطوعة جدا. يتميز "الحزام الأخضر" بشكل عام بثروة إستثنائية من الأنواع والموائل ومعظمها مهددة بالإنقراض الآن مما يمثل نظامًا من المناطق الحيوية المترابطة ذات الأهمية الوطنية التي تنظم أو تمر عبر مساحات قيمة من الأراضي والمناظر الطبيعية الزراعية المزروعة بشكل مكثف، توحد الحكومة الفيدرالية والولايات (لاندير) ومنظمات الحفاظ على الطبيعة قواها لحماية هذا "الحزام الأخضر" وتطويره إلى موطن قيم للبشر والطبيعة .

## الحدود الشرقية والغربية

### البناء والغرض
تم إنشاء الحدود الألمانية الداخلية رسميا في 1 يوليو 1945 كحدود بين منطقتي الاحتلال الغربي والسوفيتي في ألمانيا .
على الجانب الشرقي فقد تم صنع واحدة من أكثر الحدود المحصنة في العالم التي تم تعريفها بخط مستمر من الأسوار والجدران المعدنية العالية والأسلاك الشائكة وأجهزة الإنذار والخنادق المضادة للمركبات وأبراج المراقبة والافخاخ المتفجرة التلقائية وحقول الألغام. كان يقوم بدوريات فيها 50000 حارس مسلح من جمهورية ألمانيا الديمقراطية واجهوا عشرات الآلاف من الحراس والجنود الألمان الغربيين والبريطانيين والامريكيين .
على الرغم من اتساع الحدود الداخلية كان جدار برلين هو الذي سيكون بمثابة التمثيل الشهير والشائن ل "الستار الحديدي" والحرب الباردة، كما كان جدار برلين حاجزا يقسم برلين من عام 1961 إلى عام 1989 شيدته جمهورية ألمانيا الديمقراطية ( جمهورية ألمانيا الديموقراطية وألمانيا الشرقية ) بدأ من 13 أغسطس 1961 التي قطعت تماما (عن طريق البر) برلين الغربية من ألمانيا الشرقية المحيطة ومن برلين الشرقية حتى تم افتتاحها في نوفمبر 1989، من الناحية العملية فقد عمل الجدار على منع الهجرة والانشقاق الهائلين اللذين ميزا ألمانيا الشرقية والكتلة الشرقية الشيوعية خلال فترة ما بعد الحرب العالمية الثانية .
منذ البداية رفضت ألمانيا الغربية والحلفاء شرعية ألمانيا الشرقية، رأى "الغرب" في إنشاء جمهورية ألمانيا الديمقراطية امتدادا للاتحاد السوفيتي ووريثا غير شرعي للتاريخ والثقافة الألمانية بعد الحرب العالمية الثانية، سعت حكومة ألمانيا الشرقية إلى تعريف البلاد كدولة شرعية في حد ذاتها  وصورت ألمانيا الغربية على أنها أرض معادية (دول أجنبية معادية) ودولة رأسمالية شبه فاشية استغلت مواطنيها وسعت إلى استعادة الأراضي المفقودة للرايخ الثالث ووقفت ضد الاشتراكية السلمية لجمهورية ألمانيا الديمقراطية.

#### التحصينات
كان لدى جانب جمهورية ألمانيا الديمقراطية من الحدود الالمانية الداخلية ونظام تحصينات ومراقبة حدودية أكثر تعقيدا من جمهورية ألمانيا الاتحادية  يبلغ طول الجزء الألماني 1.393 كيلومترا (0.866 ميلا) وعمقه بين 50 و 200 كيلومتر ويمتد من بحر البلطيق إلى تشيكوسلوفاكيا مع "الستار الحديدي" بأكمله الممتد من القطب الشمالي إلى البحر الأسود. كانت التحصينات الحدودية هائلة بالفعل مع أسوار مكهربة مرئية بأسلاك شائكة وأبراج حراسة وحراس مدججين بالسلاح وحقول ألغام.
المنطقة الأولى التي كانت مواجهة على طول الحدود والسفر من الشرق إلى الغرب "المنطقة المحظورة"(سبيرزون)، كان هذا القسم عبارة عن منطقة بعرض 5 كيلومترات (3.1 ميل) موازية للحدود التي كان الوصول إليها مقيدا بشدة بالتصاريح ونقاط التفتيش، على الجانب الآخر من هذه المنطقة كان سياج الإشارة (سجنالزون) وهو سياج معدني موسع مستمر يبلغ طوله 1 كيلومترا (185 ميلا) وارتفاعه 736 متر (2.6 قدم)، كانت مبطنة بخيوط مكهربة منخفضة الجهد من الأسلاك الشائكة وعندما تم لمس السلك أو قطعه تم تنشيط إنذار لتنبيه الحراس القريبين وخلف هذا السياج جاء "الشريط الواقي" شديد الحراسة (شرائط واقية ) تمت مراقبة هذه المنطقة التي كانت متاخمة لحدود جمهورية ألمانيا الديمقراطية الفعلية من قبل حراس في أبراج مراقبة كبيرة شيدت على فترات منتظمة على طول الحدود بالكامل مع ما يقرب من 7 برج تم بناؤها بحلول عام 700، مكنت هذه الأبراج حراس ألمانيا الشرقية من إطلاق النار على أي شخص يحاول الهروب.
مع كل هذه التدابير الدفاعية القاتلة لم يكن مفاجئا أن يشار إلى "شريط الموت" هذا من الأرض على أنه "الأرض المحرمة". سيكون من المناسب أن تصبح "الأرض المحرمة" السابقة "الحزام الأخضر" في المستقبل، من وجهة نظر الحفاظ على الطبيعة فقد كان الستار الحديدي نعمة ومساحة شاسعة من الأرض ازدهرت فيه الحياة البرية، تحررت لمدة 40 عاما من الاضطرابات مثل الصيد والزراعة وازدهرت الحيوانات والنباتات البرية.

## أن تصبح "الحزام الأخضر "

##### التاريخ
على مدى أربعة عقود شكل "الستار الحديدي" حدودا مادية وأيديولوجية لا يمكن التغلب عليها تقريبا في أوروبا، سرعان ما تم التحريض على التغيير السياسي في عام 1989 عندما جرت "نزهة عموم أوروبا " في 19 أغسطس على الحدود المجرية النمساوية بالقرب من بلدة سوبرون، كانت هذه اللحظة الحاسمة بمثابة بداية نهاية جمهورية ألمانيا الديمقراطية وتفكيك حدودها الواسعة بسبب الالتزام القوي لدعاة الحفاظ على الطبيعة، كما أصبحت الحدود بين ألمانيا الشرقية والغربية أكبر محمية طبيعية في أوروبا: "كنز بيئي دفين" يبلغ طوله 870 ميلا، لم يعد الستار الحديدي بل الحزام الأخضر وموطنا لأكثر من 1200 نوع نادر ومهدد بالانقراض من الطيور والثدييات والنباتات والحشرات.
لا يبدأ تاريخ الحزام الأخضر فقط بسقوط جدار برلين ولكن في وقت سابق مع الاهتمام المبكر لمتخصصي الطيور الشباب في بوند في المنطقة الحدودية بين بافاريا وتورينغن تم إنشاء إتحاد البيئة والحفاظ على الطبيعة في ألمانيا (بوند ) وهي جزء من المنظمة الأكبر أصدقاء الارض في 20 يوليو 1975، بوند من قبل هورست ستيرن والبروفيسور برنارد جرزيميك والدكتور هربرت جروهل وإينوك زو غوتنبرغ وهوبرت فاينزيرل وهوبرت ويجر و 16 ناشطا بيئيا آخر، من الجانب الغربي من الحدود فقد كان البوند قادرا على رؤية أنواع مختلفة من الطيور من بين الحيوانات الأخرى وتزدهر في مثل هذه البيئة المعادية، بهذه الطريقة يحافظ دعاة الحفاظ على الطبيعة من الفرع البافاري ل بوند برسم السمات الطبيعية للممر الحدودي من الجانب الغربي منذ عام 1975 والتحقق من التنوع الكبير للأنواع والموائل في منطقة الموت السابقة.
في ديسمبر 1989 نظمت بوند أول اجتماع ألماني بالكامل مع 400 من دعاة الحفاظ على الطبيعة من الشرق والغرب على الحدود البافارية الساكسونية في هوف، هنا ولد مفهوم واسم "الحزام الأخضر" وتم اتخاذ القرار الأول بالإجماع لحمايته، بعد 13 عاما وخلال افتتاح ميخائيل جورباتشوف لمشروع فن الأرض "البوابة الغربية الشرقية" في إيشفلد تم تأسيس رؤية الحزام الأخضر الأوروبي.

###### التخطيط والتنفيذ
بعد أقل من شهر من فتح جمهورية ألمانيا الديمقراطية حدودها مع جمهورية ألمانيا الاتحادية في 9 ديسمبر 1989 بدأ المنظمون العمل على إنشاء الحزام الأخضر، حفزت جهود  بوند في وقت مبكر التعاون مع الحكومة الفيدرالية لضمان مستقبل الحفظ مع ألمانيا الموحدة، أراد بوند أن المنطقة الحدودية "يجب حمايتها باعتبارها العمود الفقري البيئي لأوروبا الوسطى"، لضمان ذلك كانت هناك حاجة إلى المساعدة لأن معظم الألمان أرادوا التخلص من أي شيء يثير ذكريات سيئة من الماضي.
من أجل إثبات قيمة الأرض عملت بوند الوكالة الفيدرالية لحماية الطبيعة بالتعاون وبدأت جردًا مضنيا للنظم البيئية والأنواع على طول الحزام الأخضر، شمل ذلك فرقا من علماء الطيور وعلماء النبات وعلماء الحشرات يسيرون مئات الكيلومترات لتسجيل ما رأوه وجمع البيانات من السكان المحليين في كل منطقة.
دعت الوكالة الاتحادية لحماية الطبيعة إلى إنشاء محميات رسمية كبيرة في أكبر عدد ممكن من المناطق على طول الحزام الأخضر التي من شأنها أن تشكل العمود الفقري لنظام جديد للممرات البيئية على مستوى ألمانيا، كان تشكيل هذه المحميات حاسما للحفاظ على التنوع البيولوجي الذي تم إنشاؤه على الحدود مع كون الحدود بمنأى عن البشر تقريبا إلا أن سرعان ما تحولت إلى برية طبيعية مع الأنواع المهددة بالانقراض من جميع الأنواع التي تعيش هناك.
في عام 2002 أصبح ميخائيل غورباتشوف أول شخص يشتري "حصة الحزام الأخضر" التي فتحت الأبواب أمام الناس لإعطاء المال لبوند (أصدقاء الأرض) لشراء الأرض. شعر المشاركون في هذه الجهود بالارتياح عندما صنفت المستشارة الألمانية أنجيلا ميركل في عام 2005 الحزام الأخضر كجزء من التراث الطبيعي الوطني الألماني وتم تسليط الضوء عليه في الاستراتيجية الوطنية للحكومة الألمانية بشأن التنوع البيولوجي. في عام 2010 تم الانتهاء من عملية نقل الأراضي الفيدرالية التي تشكل جزءا من التراث الطبيعي الوطني في الحزام الأخضر مجانا إلى مختلف الولايات (الولايات) وأسس الحفاظ على الطبيعة الخاصة بها.

###### المسار
يمتد الحزام الأخضر الألماني على الحدود السابقة بين الشرق والغرب التي يبلغ طولها 1 كيلومترا (393 ميلا)، هو جزء لا يتجزأ من حدود "الستار الحديدي" السابقة الأكبر ويمتد في الغالب على الجانب الشرقي من الحدود السابقة، لذلك يمر الحزام الأخضر عبر ست ولايات فيدرالية (مكلنبورغ، فوربومرن، براندنبورغ، ساكسونيا السفلى، ساكسونيا أنهالت، تورينغن، ساكسونيا) ويمس القسم الحدودي لثلاث ولايات اتحادية أخرى (شليسفيغ هولشتاين، هيسن، بافاريا)، إنها تتفوق على معظم مناطق الأراضي الرئيسية في ألمانيا مما يجعلها العمود الفقري للبنية التحتية الخضراء وشبكة التنوع البيولوجي في ألمانيا.
علاوة على ذلك يعمل دعاة حماية البيئة على تمديد الحزام الأخضر خارج الحدود الألمانية ليعكس "الستار الحديدي" الأكبر للدول السوفيتية السابقة. تطور الحزام الاخضر الأوروبي على طول الستار الحديدي السابق ويمتد على طول أوروبا من بحر بارنتس في الشمال إلى البحر الأدرياتيكي والبحر الأسود في الجنوب، إجمالا يمتد لأكثر من 12500 كم على طول حدود 24 ولاية .

## الحفظ
تم تسمية الحزام الأخضر أيضًا لحقيقة بسيطة مفادها أن اللون الأخضر متوفر بكثرة على طول الطريق، تم تنفيذ جزء من الجهد المبذول لفهم مشروع مسح التنوع البيولوجي وتطويره "جرد الحزام الأخضر" من قبل بوند مع مكتب المشروع التابع له الحزام الأخضر وبدعم من (الوكالة الفيدرالية لحفظ الطبيعة) في عام 2002 تؤكد نتائج "أطول" جرد قام به دعاة الحفاظ على الطبيعة الألمان على القيمة البيئية المتميزة لشبكة الموائل الكبيرة التي يبلغ طولها 1 كم و393 كم177،  في عام 2012 تم تحديث قائمة الجرد جنبًا إلى جنب مع البيانات الفعلية عن مناطق الحفظ والحالة والإدارة تصور الخصائص التالية الحزام الأخضر:
- 146 نوعًا مختلفًا من الموائل
- 64٪ من أنواع الموائل المهددة بالانقراض وفقًا للقائمة الحمراء لألمانيا
- 85٪ تحت حماية شديدة
- تم تعيين 98٪ كموائل ناتورا 2000 وموائل نباتية حيوانية (تحت حماية توجيه الموائل في الاتحاد الأوروبي)
- 60٪ من المسطحات المائية الجارية/الدائمة والأراضي العشبية الواسعة والأراضي البور والغابات
- 88٪ من المساحة لا تزال قريبة من الطبيعة

يعد تنوع المناظر الطبيعية ملجأ مهما وموطنا للعديد من الأنواع النباتية والحيوانية: بساتين الفاكهة النادرة مثل شبشب السيدة  واليعسوب ذو الذيل وفريتيلاري المستنقعات والأنينشات والصرد الأحمر واللقلق الأسود والرفراف وثعالب الماء.
على الرغم من أن معظم الحزام الأخضر مملوك لمنظمات حكومية وغير حكومية إلا أن جزءًا كبيرًا ينتمي إلى مالكي القطاع الخاص.
منذ تشرين الثاني/نوفمبر 2018 أصبح الجزء الكامل من الحزام الأخضر في ألمانيا تحت الحماية باعتباره (نصب الطبيعة الوطني)، في أكتوبر 2019 تم تحديد الامتداد الكامل لحدود ساكسونيا أنهالت أيضا.
كما أعلنت الولايات الفيدرالية المجاورة الأخرى عن هدف تعيين الحزام الأخضر كنصب تذكاري وطني للطبيعة في السنوات القادمة.

## السياحة
أدت جهود بوند والوكالة الفيدرالية لحفظ الطبيعة والولايات المحلية إلى استخدام الحزام الأخضر لكل من الحفظ والسياحة الطبيعية، إن الحزام الأخضر هو مشهد من الذكريات ليس فقط أن لها جوانب طبيعية فريدة من نوعها بل هي في الوقت نفسه نصب تذكاري حي لإعادة توحيد ألمانيا، هذا المزيج الفريد من الطبيعة والثقافة والتاريخ هو أساس مشروع "تجربة الحزام الأخضر" وهو تعاون مع الدول الفردية بوند والوكالة الفيدرالية لحفظ الطبيعة وصف كاي فروبل من بوند الحزام الأخضر كوسيلة للحفظ والسياحة الطبيعية للعمل معا، يتم الجمع بين الحفاظ على الطبيعة والسياحة المستدامة في مناطق غابة تورينغن وجبال سليت/الغابات الفرانكونية وإلبه-ألتمارك-وندلاند وجبال هارز، ستساعد كل منطقة من هذه المناطق في تحقيق الإمكانات السياحية للحزام الأخضر من حيث الطبيعة والثقافة والتاريخ وبالتالي أيضا لتعزيز تقديرها الشعبي في المنطقة.
وتشمل هذه "المناطق" ما يلي:
- إلبه – ألتمارك – وندلانا: تجارب الحدود في الزاوية المكونة من أربعة بلدان (حول تجربة الأراضي الحدودية السابقة التي تمتد عبر أربع ولايات ألمانية مختلفة)
- هارز: هارز بلا حدود – على مسارات هارز الحدودية عبر الطبيعة والتاريخ (مع التركيز على التاريخ الطبيعي والثقافي على طول الحدود الشرقية الغربية السابقة عبر منطقة هارز)
- غابة تورنغن وجبال سليت / فرانكينفالد :تجربة الحزام الأخضر (بين) بنشاط حول تجربة الحزام الأخضر بنشاط وتفاعل في غابات تورينغن والفرانكونية.[14]

أنشأ العمل المنجز في المناطق النموذجية الثلاث بين عامي 2007 و 2010 مجموعة من تدابير إدارة المناظر الطبيعية ولافتات موحدة على طول الامتداد بأكمله ومسارات للدراجات والمشي ذات علامات خاصة ومعارض وعروض ونقاط معلومات تصور الأحداث على طول الحدود السابقة وتجربة الطبيعة والعروض السياحية المطورة خصيصا، لم يكن الهدف هو التغلب على الحواجز الإدارية مثل الحواجز بين إدارات المقاطعات وحكومات الولايات فحسب بل كان أيضا محو خطوط الانقسام بين أولئك الذين يعملون في الحفاظ على الطبيعة والزراعة والسياحة وصيانة المعالم التاريخية.
كمشروع طموح للحفظ لا يزال هناك عدد من المهام، واحدة من أكبرها هي إنشاء المزيد من المناطق المحمية المعينة رسميا وسد 12٪ من الفجوات في الحزام الأخضر، أصبح الحزام الأخضر جزءًا مهمًا من صناعة السياحة في ألمانيا، يمكن للزوار الاتصال برقم هاتف محمول مجاني والاستماع إلى روايات الشهود عن الحدود.

## النقد
تتطلب ولاية تورينجينا مشاريع البنية التحتية مثل الكابلات فوق الأرض وتحت الأرض والطرق الفيدرالية والولائية والسكك الحديدية للحصول على إذن حماية البيئة والآثار لعبور الحزام الأخضر.] أعاق هذا تطوير سويد لينك وهو كابل عالي الجهد يهدف إلى نقل الكهرباء المتجددة عبر الولايات الألمانية من الشمال إلى الجنوب.
جادل المتحدث البيئي في جمعية المزارعين الألمان في عام 2013 بأن الحزام الأخضر يخاطر بأن يصبح "حدودا خضراء" إذا أعاقت المحميات الطبيعية الإضافية على طوله الزراعة، قال إنه بخلاف الحفاظ على الطبيعة يمكن اعتبار العودة إلى الزراعة والغابات على الحزام رمزا لإعادة توحيد ألمانيا،  في عام 2019 وصف بعض أفراد الجمهور في ولاية ساكسونيا
نهالت بالمثل الحزام بأنه شكل جديد لتقسيم شرق ألمانيا وغربها.